# Đệ Tứ Quốc tế Posadist

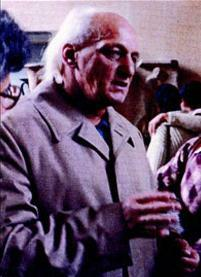
J. Posadas, người sáng lập ra chủ nghĩa Posadas.

Đệ Tứ Quốc tế Posadist là phong trào Quốc tế theo đường lối Trotskyist do J. Posadas thành lập vào năm 1962. Bản thân Posadas từng là lãnh đạo Cục Châu Mỹ Latinh thuộc Đệ Tứ Quốc tế vào thập niên 1950, và của bộ phận Đệ Tứ Quốc tế ở Argentina. Giữa lúc họ tách khỏi Ban Thư ký Quốc tế của Đệ Tứ Quốc tế vào năm 1962 và cái chết của Posadas vào năm 1981, những người đi theo đường lối Posadist đã phát triển một dòng chủ nghĩa cộng sản bao gồm một số ý tưởng phi chính thống, khiến họ xung đột với các nhóm cánh tả mang tính chính thống hơn.
Chủ nghĩa Posadas cố gắng đưa các yếu tố của UFO học vào tư tưởng của chủ nghĩa Mác. Lập luận rằng chỉ có chủ nghĩa cộng sản mới có thể cho phép phát triển du hành liên hành tinh, họ kết luận rằng những chủng tộc người ngoài hành tinh đến từ các hành tinh khác phải sống trong xã hội cộng sản tiến bộ và nhất định phải giúp đỡ những người cộng sản trên Trái Đất tiến hành cuộc cách mạng thế giới.

## Lịch sử
Khi Đệ Tứ Quốc tế (FI) tách ra vào năm 1953, Posadas và nhóm thân tín đứng về phía Michel Pablo và Ban Thư ký Quốc tế của Đệ Tứ Quốc tế (ISFI). Thành viên Posadas (gọi là Posadist) bắt đầu tranh cãi với phần lớn ISFI vào năm 1959 về câu hỏi chiến tranh hạt nhân qua lời đề xuất từ Posadas như ông từng tuyên bố là nó sẽ tiêu diệt chủ nghĩa tư bản và dọn đường cho chủ nghĩa xã hội. Phe nhóm Posadas cuối cùng đã tách ra khỏi ISFI vào năm 1962 để lập nên Đệ Tứ Quốc tế (Posadist).
Nhóm Posadist bị các lực lượng thân thiện với Liên Xô ở Cuba buộc tội lập luận rằng chính phủ Cuba nên trục xuất căn cứ quân sự của Mỹ tại Vịnh Guantanamo và cố gắng tổ chức công nhân ở thị trấn Guantánamo tuần hành đến căn cứ quân sự gần đó. Chính phủ Cuba coi đây chính là lời biện minh cho việc áp đặt lệnh cấm đối với nhóm này, Fidel Castro tố cáo ảnh hưởng của họ là "có hại" tại Hội nghị Ba lục địa được tổ chức vào tháng 1 năm 1966. Nhóm Posadist ở Cuba tiếp tục tuyên bố rằng Castro đã ra tay sát hại Che Guevara khi hóa ra ông ấy thực sự đang ở Bolivia chiến đấu với phong trào du kích tại đó. Ngược lại, sau khi Guevara bị chính quyền Bolivia hành quyết, Posadas tuyên bố vào năm 1967 rằng Guevara không thực sự hy sinh mà đang bị chính phủ của Castro giam giữ. Đến năm 1968, phong trào Posadist bắt đầu phát triển ở châu Âu thế nhưng UFO học lại không thu hút được nhiều sự chú ý trong dư luận nơi đây.
Vào cuối thập niên 1960, người theo đường lối Posadist ngày càng quan tâm đến UFO, cho rằng chúng là bằng chứng của chủ nghĩa xã hội trên các hành tinh khác. Tổ chức nhanh chóng bắt đầu suy yếu về ảnh hưởng và tư cách thành viên, dưới sự ủng hộ của Posadas ngày càng tỏ ra hoang tưởng, đề rồi về sau chính ông đã trục xuất nhiều thành viên của tổ chức này vào năm 1975. Cái chết của Posadas vào năm 1981 đồng nghĩa với việc tổ chức này gần như bị giải thể, chỉ còn một số nhóm biệt lập tiếp tục hoạt động cho đến ngày nay. Tại Vương quốc Liên hiệp Anh, Đảng Công nhân Cách mạng (Trotskyist) được các thành viên Posadist thuộc Liên đoàn Xã hội Chủ nghĩa Cách mạng thành lập vào năm 1963 và dù có một số chia rẽ và số lượng thành viên giảm dần, đảng này vẫn tiếp tục xuất bản tờ báo Cờ Đỏ cho đến năm 2000.
Trong những năm gần đây (tính đến năm 2018), mối quan tâm đến nhóm người Posadist, đặc biệt là liên quan đến quan điểm của họ về UFO học, đã tăng lên. Một số nhóm "tân Posadist" châm biếm và không châm biếm nổi lên trên mạng xã hội, khiến Posadas trở thành "một trong những cái tên dễ nhận biết nhất trong lịch sử của chủ nghĩa Trotsky".

## Học thuyết

### Xã hội Posadist
Thành viên tin theo thuyết Posadas bày tỏ sự ủng hộ một xã hội tương tự như những gì được đề xuất từ lý thuyết chung của chủ nghĩa Mác. Theo đó thì một cuộc cách mạng vô sản sẽ tiêu diệt nhà nước tư sản, thay thế bằng một nhà nước xã hội chủ nghĩa với các phương tiện truyền thông, kinh tế và thương mại được kiểm soát.

### Tấn công hạt nhân đầu tiên
Một trong những lập trường nổi tiếng nhất của J. Posadas là sự nhiệt tình của ông đối với chiến tranh hạt nhân. Chính xác hơn, ở đỉnh điểm của Chiến tranh Lạnh, Posadas nghĩ rằng chiến tranh hạt nhân là không thể tránh khỏi. Ý tưởng của ông là thay vì chờ đợi lực lượng chủ nghĩa tư bản, các quốc gia xã hội chủ nghĩa được trang bị vũ khí hạt nhân nên tiến hành cuộc tấn công phủ đầu nhằm phá hủy khả năng hạt nhân của các nước tư bản chủ nghĩa. Ngoài ra, ông tin rằng loại thảm họa này có thể châm ngòi cho cuộc cách mạng thế giới.
Posadas đã lên tiếng phản đối Hiệp ước Cấm thử Vũ khí Hạt nhân Một phần được ký kết vào năm 1963 giữa Hoa Kỳ, Liên Xô và Vương quốc Liên hiệp Anh, tin rằng một cuộc chiến tranh hạt nhân giữa Mỹ và Liên Xô là không thể tránh khỏi và đáng mong đợi, đồng thời sẽ tạo điều kiện cho chủ nghĩa xã hội, khiến những "nhà nước công nhân" này giành chiến thắng và thiết lập lại xã hội.

### Tiến bộ khoa học
Posadas rất quan tâm đến cách tiến bộ khoa học có thể cải thiện cuộc sống con người khi được sử dụng vì lợi ích chung, thay vì lợi nhuận. Trong một bài tiểu luận có tựa đề "Sinh con trong không gian, niềm tin của nhân loại và Chủ nghĩa xã hội" (1978), ông tán thành tầm nhìn của mình về một tương lai Không tưởng dưới sự dẫn dắt của khoa học:
"Nhân loại cảm thấy bị chiếc áo bó ép buộc và áp bức giam cầm khoa học. Vì khoa học bị đàn áp! Giới tư bản đàn áp khoa học bằng cách sử dụng nó để giết người. Khi khoa học được giải phóng – sẽ không lâu nữa, chỉ vài năm nữa thôi – chúng ta sẽ quét sạch mọi vấn nạn, lũ lụt, đói khổ. Tất cả những điều này đều có thể thực hiện, và sẽ không lâu nữa chúng ta sẽ làm được. Và khi chúng ta làm được, mọi người sẽ trở thành kiến trúc sư, kỹ sư, bác sĩ, v.v..."— Posadas (1978)

Posadas cũng là người ủng hộ sứ mệnh thăm dò không gian của Liên Xô cũ và Cộng hòa Nhân dân Trung Hoa. Ông ca ngợi kế hoạch được cho là của Liên Xô để phụ nữ sinh con trong không gian, coi những nỗ lực như vậy là dấu hiệu của một xã hội tiên tiến, đang trên con đường loại bỏ các nhu cầu cơ bản như sinh tồn, an ninh và tiện nghi: 
"Nếu chúng ta đã đủ táo bạo để hình dung việc sinh con trong không gian, đó là bởi vì chúng ta cảm thấy mình là một phần của nhiệm vụ vượt qua sự sống trên Trái Đất."— Posadas

Những quan điểm này phù hợp với quan điểm chủ đạo hơn của vũ trụ luận và chủ nghĩa siêu nhân của Nga.

### Nghiên cứu UFO
Posadas là tác giả của một số tác phẩm có khuynh hướng khác thường và về cuối đời, ông đã cố gắng tạo ra sự tổng hợp giữa chủ nghĩa Trotsky và UFO học. Luận điểm nổi bật nhất của ông theo quan điểm này là cuốn sách nhỏ năm 1968 nhan đề Flying saucers, the process of matter and energy, science, the revolutionary and working-class struggle and the socialist future of mankind (Đĩa bay, quá trình vật chất và năng lượng, khoa học, cuộc đấu tranh cách mạng của giai cấp công nhân và tương lai xã hội chủ nghĩa của nhân loại) đã phơi bày nhiều ý tưởng liên quan đến chủ nghĩa Posadas ngày nay. Qua đó, Posadas tuyên bố rằng mặc dù không có bằng chứng về sự sống thông minh trong vũ trụ, nhưng khoa học thời đó cho rằng sự tồn tại của chúng là có thể xảy ra. Hơn nữa, ông khẳng định bất kỳ người ngoài hành tinh nào viếng thăm Trái Đất bằng đĩa bay đều phải đến từ một nền văn minh tiên tiến về mặt xã hội và khoa học đủ để thông thạo việc du hành liên hành tinh, và rằng một nền văn minh như vậy chỉ có thể xuất hiện trong một thế giới hậu tư bản chủ nghĩa.
Tin rằng người ngoài hành tinh đến thăm bản chất của họ vốn không mang tính bạo lực mà chỉ ở đây để quan sát, Posadas lập luận rằng nhân loại phải kêu gọi họ can thiệp vào việc giải quyết các vấn đề của Trái Đất, cụ thể là "xóa bỏ nghèo đói, thất nghiệp và chiến tranh, cung cấp cho mọi người phương tiện sống có nhân phẩm và đặt nền móng cho tình huynh đệ nhân loại". Phương tiện để đạt được mục đích này vẫn nằm trong đường lối Trotskyist chính thống và bao gồm việc chấm dứt chủ nghĩa tư bản cũng như nạn quan liêu của các nhà nước công nhân và thiết lập một xã hội xã hội chủ nghĩa.
Mặc dù bản thân Posadas chưa bao giờ xuất bản bất cứ thứ gì về chủ đề này sau năm 1968, UFO học vẫn trở thành một phần quan trọng của chủ nghĩa Posadas. Sau khi ông qua đời vào năm 1981, một số thành viên Posadist vẫn tiếp tục khám phá đề tài này, nổi bật nhất là Dante Minazzoli, Paul Schulz và Werner Grundmann. Tuy vậy, số khác đã tránh xa những quan niệm độc đáo hơn và cho rằng mối quan tâm của Posadas đối với sự sống ngoài Trái Đất là điểm ngoài lề đã bị thổi phồng không mấy cân xứng.

## Đảng thành viên
Đệ Tứ Quốc tế Posadist tuyên bố các đảng phái sau đây là thành viên. Không biết có bao nhiêu trong số các tổ chức này vẫn còn tồn tại hoặc họ có bao nhiêu thành viên. Tuy nhiên, không chắc là có hơn một trăm thành viên của phong trào Posadist trên toàn thế giới. Tổ chức hiện liệt kê các liên hệ ở Argentina, Brazil và Uruguay, thế nhưng chỉ mỗi Uruguay là có một đảng hoạt động.
- Uruguay – Đảng Công nhân Cách mạng Trotskyist–Posadist (Partido Obrero Revolucionario (Trotskista–Posadista))

### Ngừng hoạt động
- Argentina – Đảng Công nhân Cách mạng Posadist (Partido Obrero Revolucionario – Posadista)
- Bỉ – Đảng Công nhân Cách mạng Posadist – Trotskyist (Parti Ouvrier Révolutionnaire – Trotskiste)
- Bolivia – Đảng Công nhân Cách mạng Trotskyist–Posadist (Partido Obrero Revolucionario (Trotskista Posadista))
- Brasil – Bộ phận Brazil của Đệ Tứ Quốc tế Trotskyist–Posadist (Seção Brasileira da IV Internacional Trotskista–Posadista)
- Anh – Đảng Công nhân Cách mạng (Trotskyist)[25]
- Chile – Đảng Công nhân Cách mạng (Posadist) (Partido Obrero Revolucionario (Posadista))
- Colombia – Đảng Công nhân Posadist Trotskyist (Partido Obrero Trotskista Posadista)
- Cuba – Đảng Công nhân Cách mạng (Trotskyist) – (Partido Obrero Revolucionario (Trotskista))
- Pháp – Đảng Cộng sản Cách mạng (Trotskyist) – (Parti Communiste Révolutionnaire (Trotskyiste))
- Đức – Đảng Cộng sản Posadist (Posadistische Kommunistische Partei)
- Hy Lạp – Đảng Cộng sản Cách mạng–Posadist (Epanastatiko Kommounistiko Komma–Posadistes)
- Ý – Đảng Cộng sản Cách mạng (Trotskyist–Posadist) – (Partito Comunista Rivoluzionario (Trotzkista–Posadista))
- México – Đảng Công nhân Cách mạng (Trotskyist) – (Partido Obrero Revolucionario (Trotskista))
- Peru – Đảng Công nhân Cách mạng (Partido Obrero Revolucionario (Trotskista))
- Tây Ban Nha – Đảng Công nhân Cách mạng (Trotskyist–Posadist) – (Partido Obrero Revolucionario (Trotskista–Posadista))
- Hoa Kỳ – Đảng Công nhân Cách mạng (Trotskyist–Posadist)